# الشابحة (لودر)

تعديل مصدري - تعديل

الشابحة هي إحدى قرى عزلة زارة بمديرية لودر التابعة لمحافظة أبين، بلغ تعداد سكانها 1013 نسمة حسب تعداد اليمن لعام 2004.